# Alessandro Rimini
Alessandro Rimini (Venezia, 6 luglio 1898 – Genova, 26 agosto 1976) è stato un architetto e pittore italiano, progettista di importanti edifici a Milano.

## Biografia
Nacque a Venezia da una famiglia veneziana di origine ebraica, combatté nella prima guerra mondiale dove fu fatto prigioniero dai tedeschi a Caporetto nel 1917 e portato nelle miniere di carbone di Munster in Vestfalia. Sopravvisse alla carenza di cibo facendo i ritratti ai prigionieri di altre nazionalità. Riuscì a fuggire dalla miniera andando a piedi fino nei Paesi Bassi.
Finita la guerra, si diplomò in disegni d'architettura all'Accademia di belle arti di Venezia nel 1921. Qui conobbe lo scultore Franco Asco, del quale inserì delle sculture negli edifici che avrebbe progettato, e successivamente si laureò in architettura all'Università degli Studi di Padova. Alcuni schizzi giovanili testimoniano che fu un eccellente pittore.
Dopo alcuni restauri fatti per la soprintendenza di Trieste di cui era funzionario (Santa Maria del Canneto e tempio di Augusto a Pola, Basilica Eufrasiana di Parenzo in Istria, Santa Maria delle Grazie a Grado) nel 1924 arrivò a Milano e si specializzò nella progettazione di sale cinematografiche. Qui collaborò con lo studio "G.E. Maggi-L. Caligaris" e con l'impresa dell'ingegnere Mario Lucca.
Progettò il cinema Colosseo in viale Montenero 84 che fu inaugurato l'8 aprile 1927. Era una delle sale più confortevoli di Milano grazie ad un impianto sonoro stereofonico e enormi ventilatori, aveva una capienza di 1800 posti e una balconata a sbalzi appesa dall'alto senza colonne di sostegno. Lo stile echeggiava l'arte romana: all'ingresso una fontana con un putto, in galleria decorazioni mitologiche, sul soffitto della sala motivi floreali. Nei mascheroni della facciata, visibili ancor oggi, sono rappresentati la tragedia e la commedia con le immagini sua e della moglie.
Successivamente progettò l'ospedale Antonio Cardarelli di Napoli, la cui costruzione fu iniziata nel 1930 e terminata nel 1934 su una collina, in una posizione ben esposta e ventilata. Allora si chiamava "Ospedale 23 marzo".
Nel 1934 vinse il concorso per la realizzazione della nuova sede della Snia Viscosa in piazza San Babila, voluta dal presidente Franco Marinotti. Il progetto iniziale prevedeva un unico palazzo con un'arcata sopra via Bagutta, poi sostituito da due edifici separati. Lo studio dell'edificio durò a lungo per ottenere l'autorizzazione del comune, in quanto l'altezza di 60 metri superava il limite di 30 metri del regolamento edilizio di allora. L'edificio fu realizzato tra il giugno 1935 e il giugno 1937. Con i suoi 15 piani fu il primo grattacielo di Milano, orgoglio della città. Le parti comuni dell'edificio sono state restaurate nel 1998 dall'arch. Francisca Ponti Ferrari, conservando l'architettura di Rimini, e il 18 marzo 2013 è stata posata sull'edificio una targa in suo ricordo.
Nel 1938 progettò il cinema Massimo in via Torricelli 2, restaurato nel 1999 per diventare l'Auditorium di Milano in largo Mahler.
Quando le leggi razziali fasciste del 1938 gli impedirono di lavorare, continuò comunque a eseguire progetti in modo clandestino ma senza poterli firmare. Insieme a Giuseppe De Min che compare come progettista ufficiale, nel 1938 realizzò accanto alla Torre Snia Viscosa il garage Traversi in via Bagutta 2, primo autosilo a più piani di Milano, che fu chiuso nel 2003. Nel 1939 progettò il cinema teatro Smeraldo di piazza XXV Aprile, firmato da Ottavio Cabiati, costruito tra il 1939 e il 1940.
Tra il 1939 e il 1952 collaborò con gli architetti Gio Ponti, Fornaroli, Soncini, De Min, al progetto di Palazzo Donini, complesso per negozi, uffici e abitazioni in piazza San Babila 2 tra corso Monforte e via Borgogna.
Nel 1943 ebbe l'incarico di trasformare in cinema il teatro del Kursaal Diana costruito da Achille Manfredini nel 1908 in viale Piave 42, rimuovendo le decorazioni Liberty di Alessandro Mazzucotelli già rimosse nell'albergo da Giuseppe De Finetti in seguito al cambiamento di gusti dell'epoca.
Mentre si stava occupando dei lavori di messa in sicurezza del Teatro Colosseo, danneggiato dai bombardamenti, fu arrestato e tradotto al carcere di San Vittore. Vi rimase per tre mesi. Fu torturato e picchiato, ma non rivelò che la sua famiglia si era nascosta a Roverbella. Venne deportato nel campo di concentramento di Fossoli. 
Nel 1944 fu caricato su un treno destinato ad Auschwitz ma riuscì a fuggire alla stazione di Verona spacciandosi per un poliziotto e a fuggire nella sua tenuta, fondo San Gaetano, di Roverbella, vicino a Mantova. Da lì in bicicletta arrivò a Milano.
Dopo la seconda guerra mondiale continuò a realizzare sale cinematografiche in corso Vittorio Emanuele: Astra, Mignon, Ariston, Corso, il cinema Rivoli in via Cerva 35 e il cinema Modernissimo in via Torino 21. In una parte dell'atrio del Cinema Corso, ricavò il bar Tre Gazzelle caratterizzato da una scala con i gradini di cristallo e un bassorilievo rappresentante le teste delle tre gazzelle, realizzato dallo scultore Franco Asco.
Ebbe lo studio prima nella Torre San Babila e poi nel palazzo Donini in piazza San Babila. Nel 1956 si ritirò a Rapallo per dedicarsi esclusivamente alla pittura. I suoi acquarelli e disegni sono stati esposti in mostre a Cortina d'Ampezzo (Vecchio Municipio), Rapallo (Convento delle Clarisse), Milano (Spazio Guicciardini).
Non si preoccupò di conservare il proprio archivio di architetto né di ricostruire la propria vicenda professionale. Non scrisse nulla sugli edifici da lui progettati. Come amava ripetere alla figlia Liliana, Rimini sosteneva che "non sono io che devo parlare delle mie opere, ma, se ho costruito qualcosa di bello, saranno loro a parlare di me".

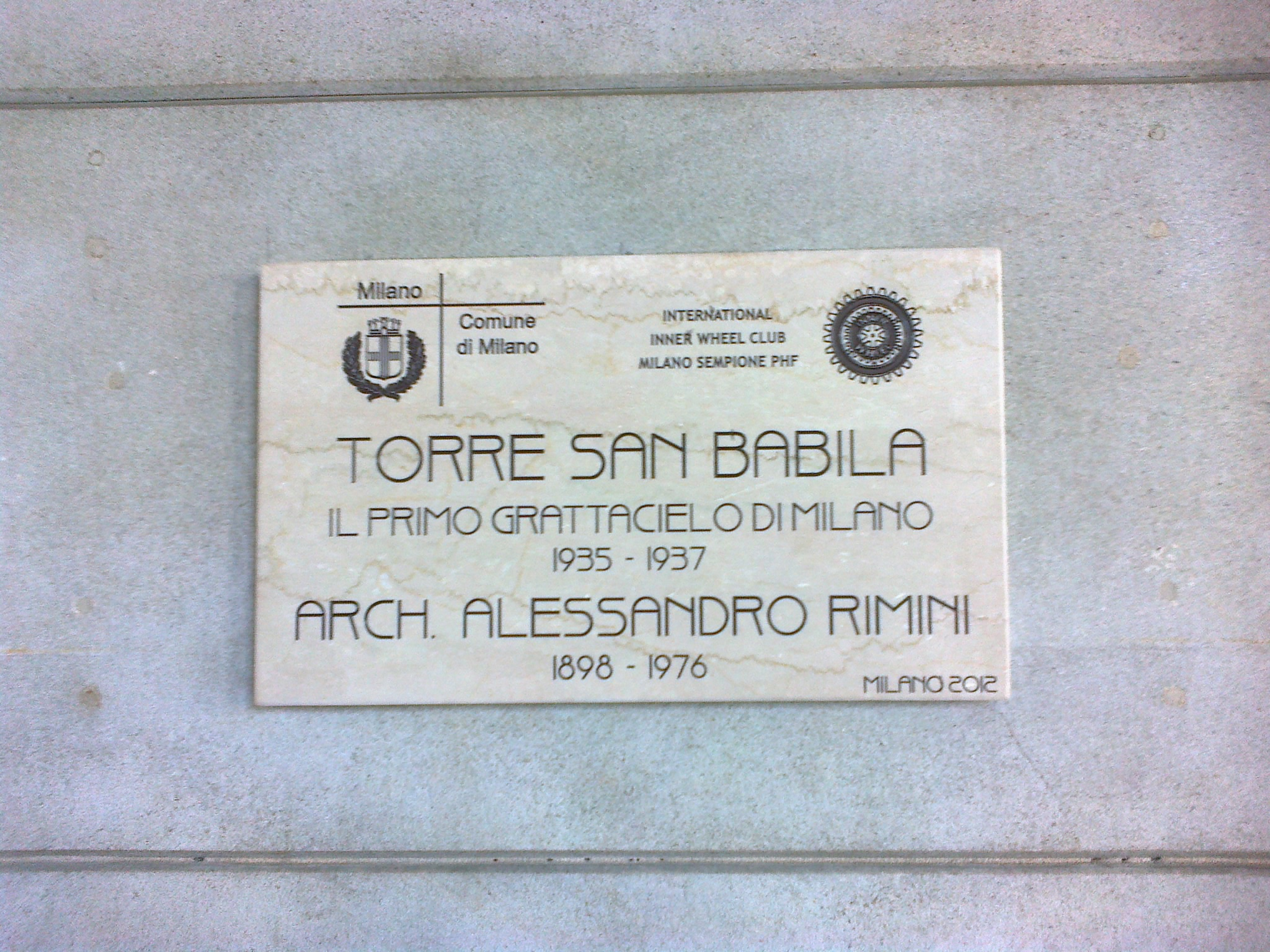
Targa apposta sulla Torre Snia Viscosa in Piazza San Babila il 18/3/2013

Il 7 novembre 2018 è stata inaugurata la mostra "Musica Architettura 1938-2018" presso la Quadreria della Triennale di Milano sulla storia dell'edificio dell'Auditorium di Milano, prima Cinema Massimo progettato da Alessandro Rimini.
Il 30 maggio 2019 il Dipartimento di Studi Urbani del Politecnico di Milano ha organizzato il seminario "Alessandro Rimini e l'Auditorium di Milano" con la presentazione del libro "L'Auditorium di Milano. Architettura Musica 1938-2018" di Pasquale Guadagnolo e l'illustrazione delle sue opere a Milano.
Il 15 marzo 2023 è stata posta una targa in suo ricordo sul cinema Colosseo nell'anniversario del suo arresto il 15 marzo del 1944 mentre sovrintendeva, sfidando i divieti, ai lavori di ripristino dello stabile danneggiato da un bombardamento. È stato proiettato un estratto di un documentario su di lui.

## Progetti e realizzazioni
- restauro della cappella di Santa Maria del Canneto a Pola
- restauro del Tempio di Augusto a Pola
- restauro della Basilica Eufrasiana di Parenzo in Istria
- restauro della Santa Maria delle Grazie a Grado
- Cinema Colosseo in viale Montenero 84, Milano (1925-27), su giusepperausa.it.
- Gran Cinema Teatro Impero in via Vitruvio 10, Milano con Carlo Gorgoni(1929)
- Casa ad appartamenti in viale Bligny 44, Milano con Ernesto Bontadini (1929)
- Ospedale Antonio Cardarelli, Napoli (1930-34)
- Casa ad appartamenti in via dei Giardini 1-3, Milano (1934)
- Torre Snia Viscosa in piazza San Babila, Milano (1935-37), su lombardiabeniculturali.it.
- Edificio di piazza San Babila 5, Milano con architetto Giuseppe De Min e scultura di Franco Asco
- Cinema Teatro Massimo in via Torricelli 2, Milano, attuale Auditorium di Milano in largo Gustav Mahler (1936-38)
- Cinema Astra in corso Vittorio Emanuele 21, Milano (1936-41, 1956)
- Garage Traversi in via Bagutta 2, Milano (1937-39) con architetto Giuseppe De Min
- Casa ad appartamenti in via Mercadante 3-5, (1938)
- Palazzo Donini in piazza San Babila 2, Milano (1939-50) con architetti Ponti, Fornaroli, Soncini, De Min
- Cinema Teatro Smeraldo in piazza XXV Aprile, Milano (1939-40)
- Cinema Teatro Diana in viale Piave 42, Milano (1943)
- Cinema Rivoli in via Cerva 35, Milano (1950)
- Cinema Ariston in Galleria del Corso 1, Milano (1950-51)
- Cinema Corso in Galleria del Corso 1, Milano (1950-51)
- Bar Tre Gazzelle in corso Vittorio Emanuele 22, Milano (1950-51)
- Casa ad appartamenti in via Mascagni 24, Milano con Franco Falciola (1951)
- Uffici e appartamenti Metro Goldwyn Mayer in via Soperga 34, Milano (1950-51)
- Casa ad appartamenti in via Anelli 1, Milano (1951)
- Casa ad appartamenti in viale Coni Zugna 44, Milano (1952)
- Casa ad appartamenti in via Vittor Pisani 12, Milano (1952)
- Cinema Mignon in Galleria del Corso 4, Milano (1953)
- Cinema Modernissimo in via Torino 21, Milano (1953)
- Casa ad appartamenti in via Palizzi 3, Milano (1956)
- Casa ad appartamenti in via Meravigli 16, Milano

## Galleria d'immagini

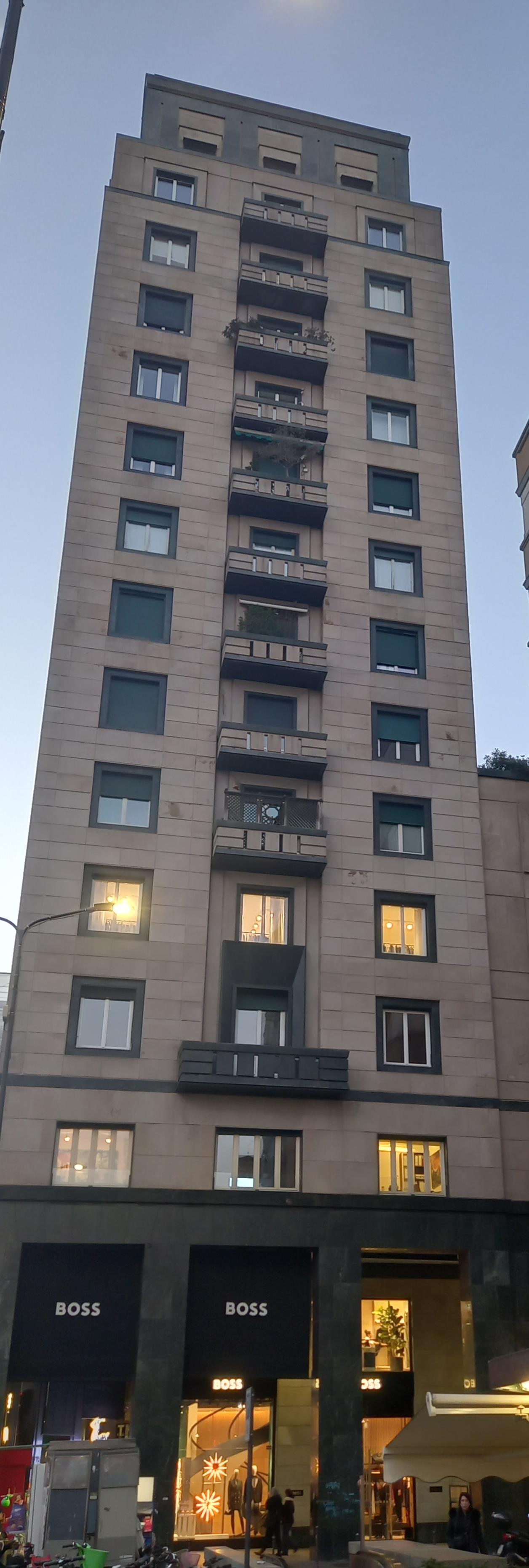
Torre Snia Viscosa da Piazza San Babila
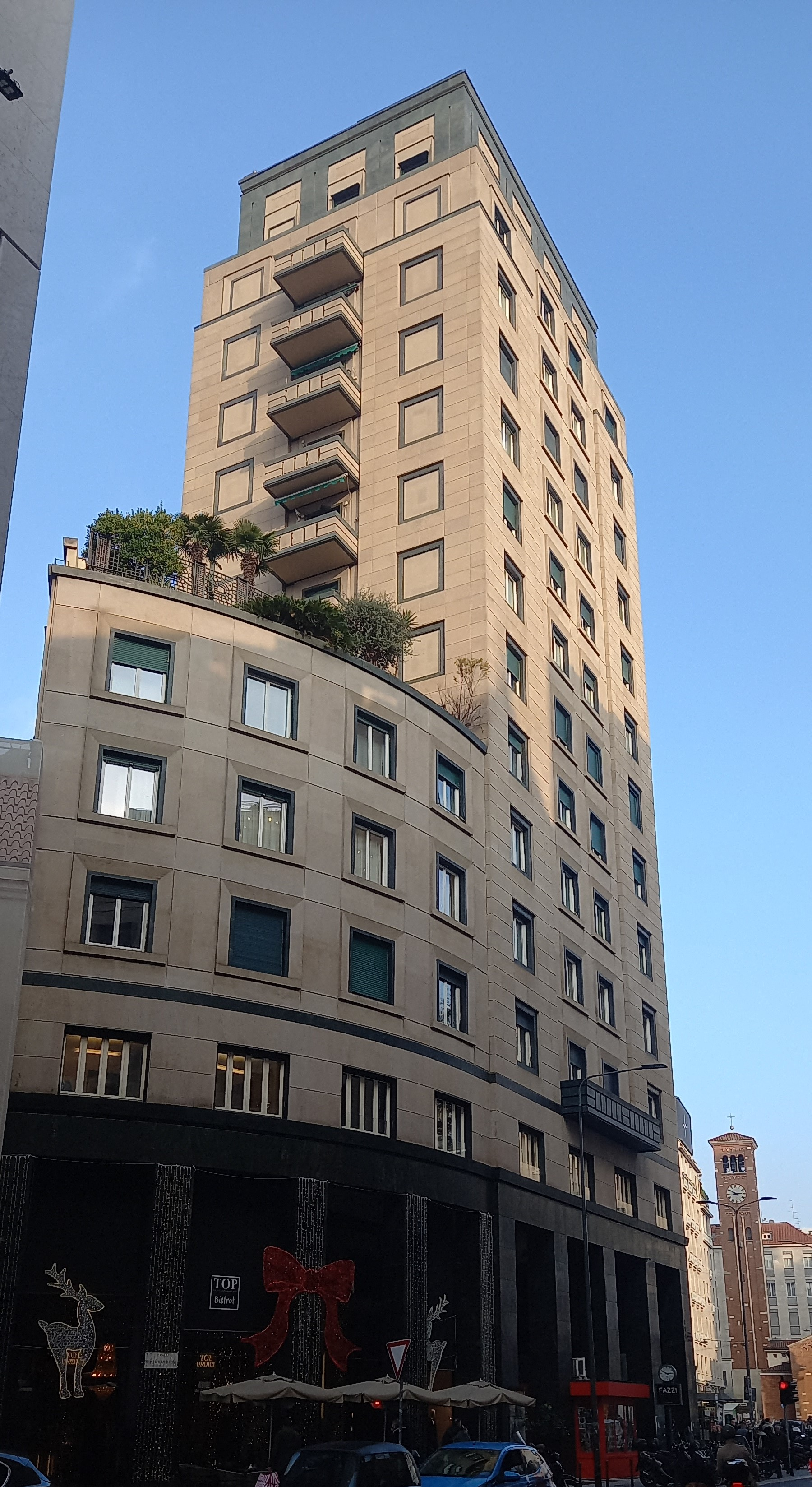
Torre Snia Viscosa da corso Matteotti
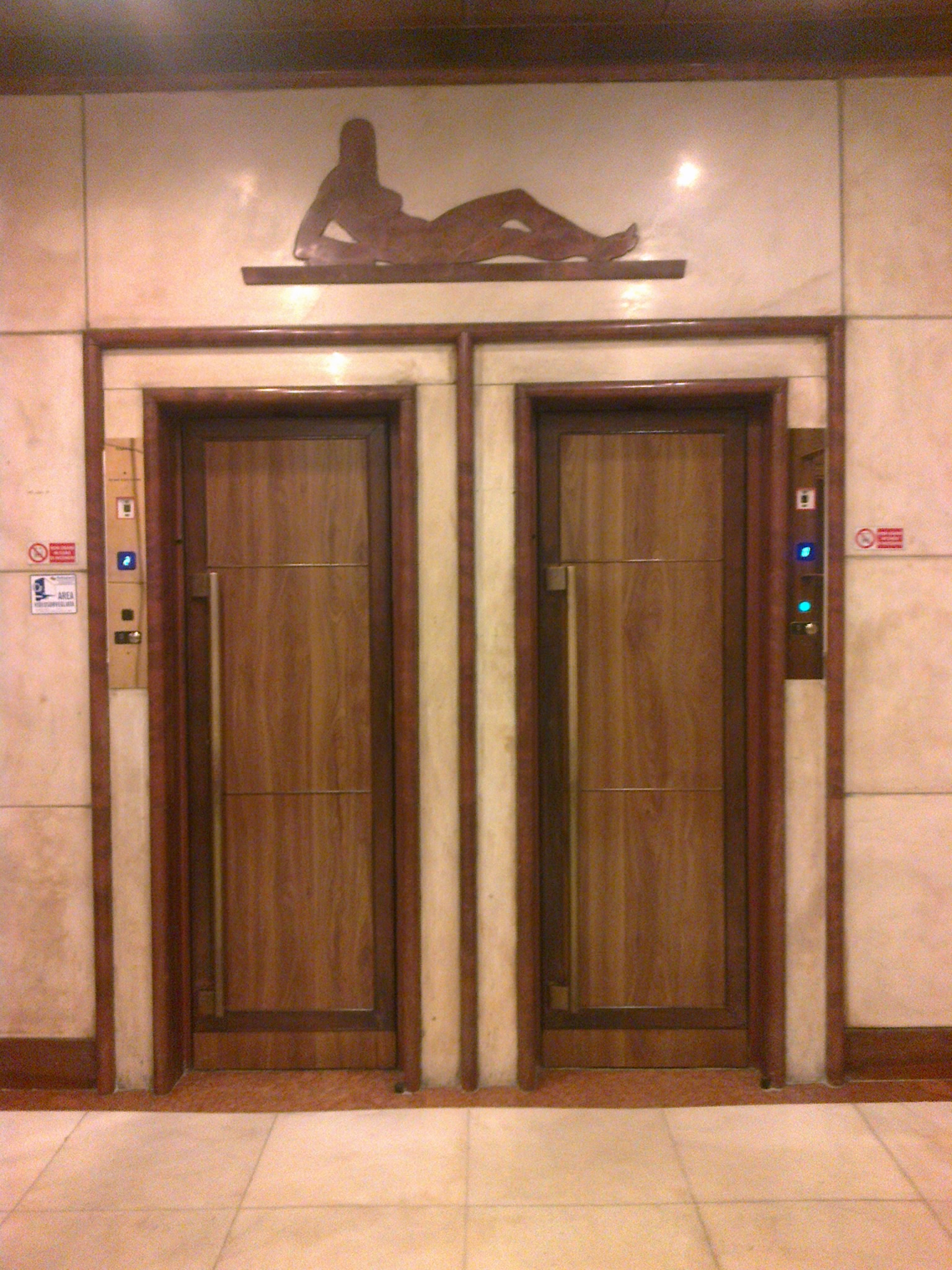
Ascensori della Torre Snia Viscosa con decorazione che ricorda la moglie del progettista
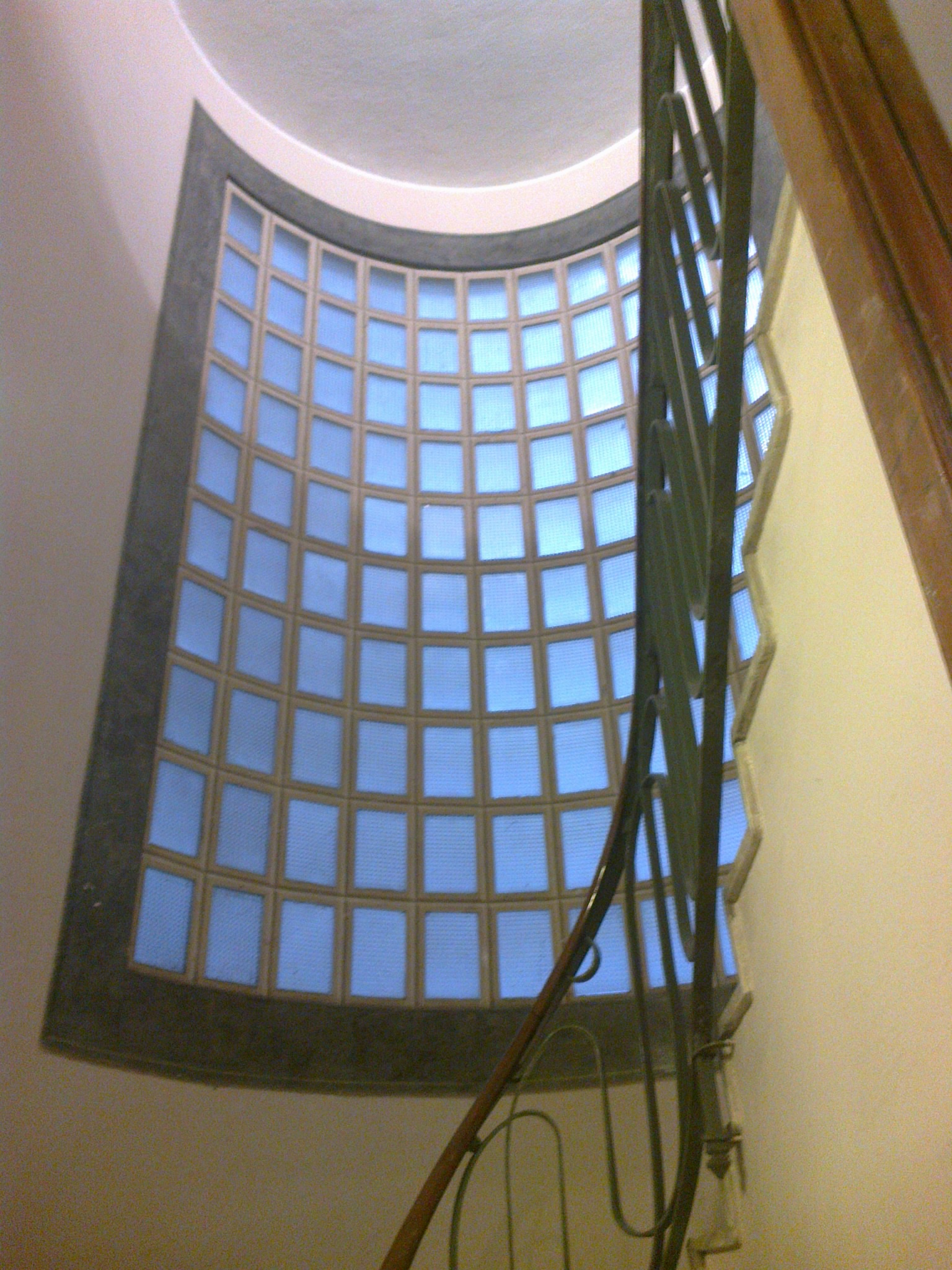
Scale della Torre Snia Viscosa
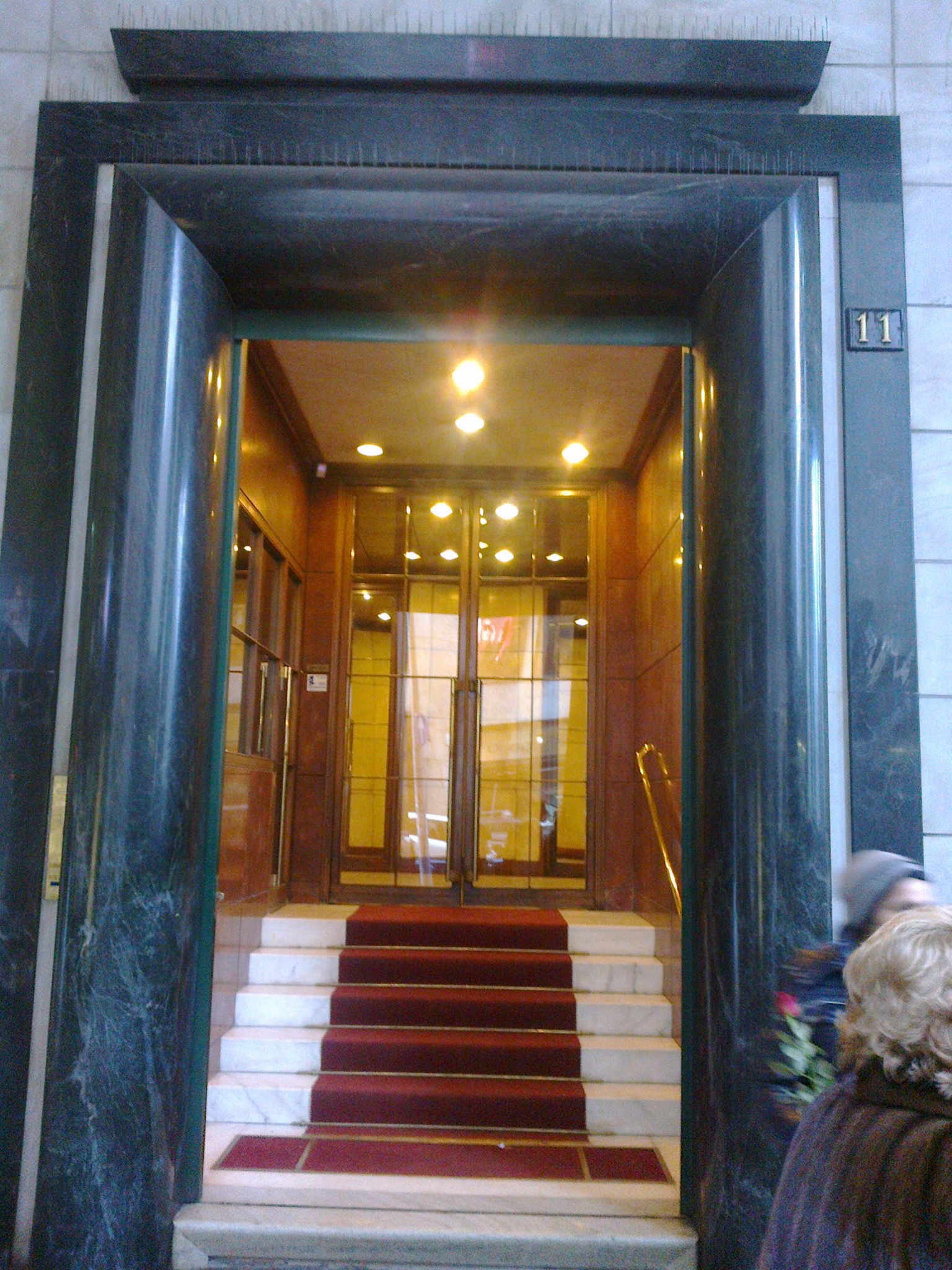
Ingresso della Torre Snia Viscosa
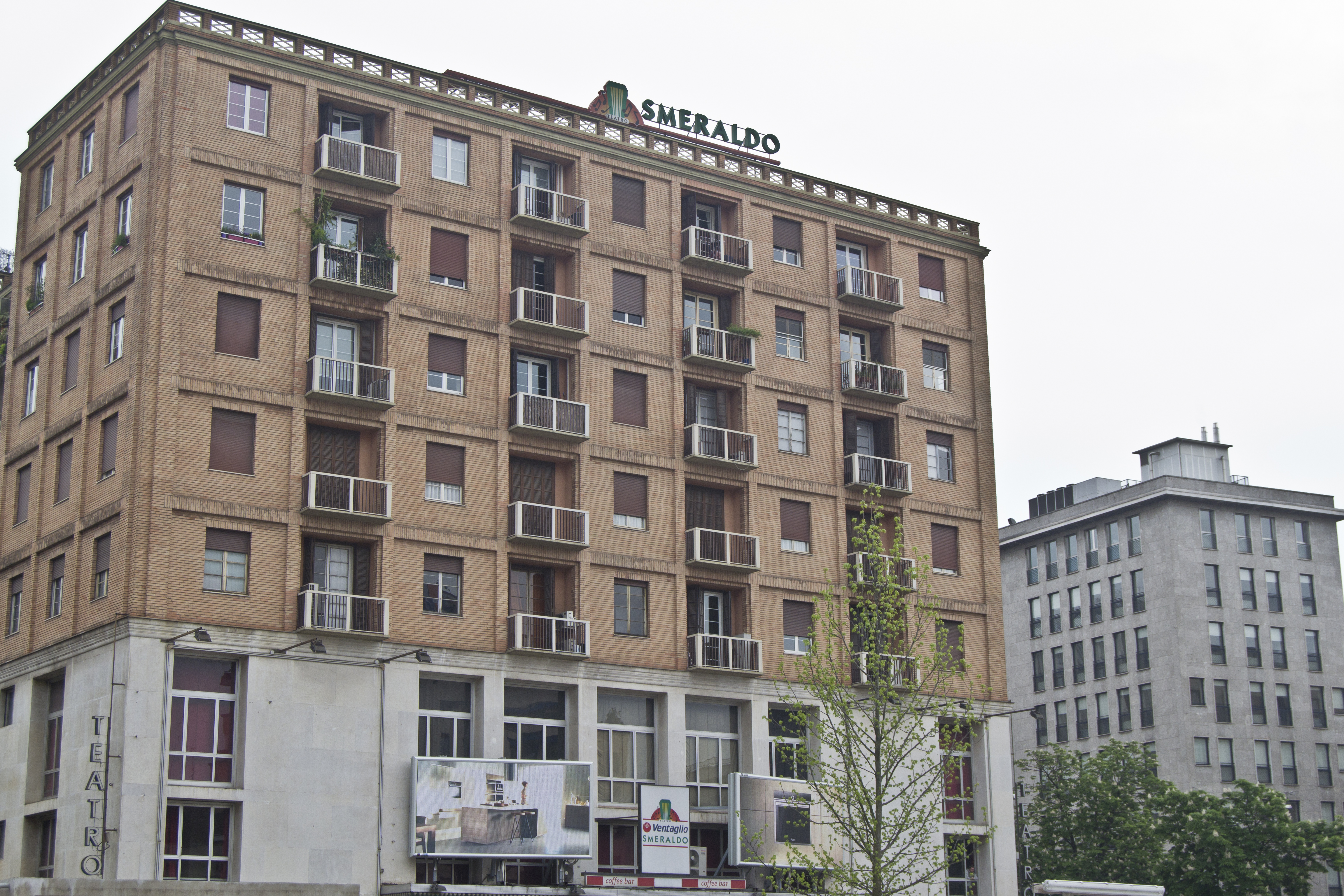
Teatro Smeraldo
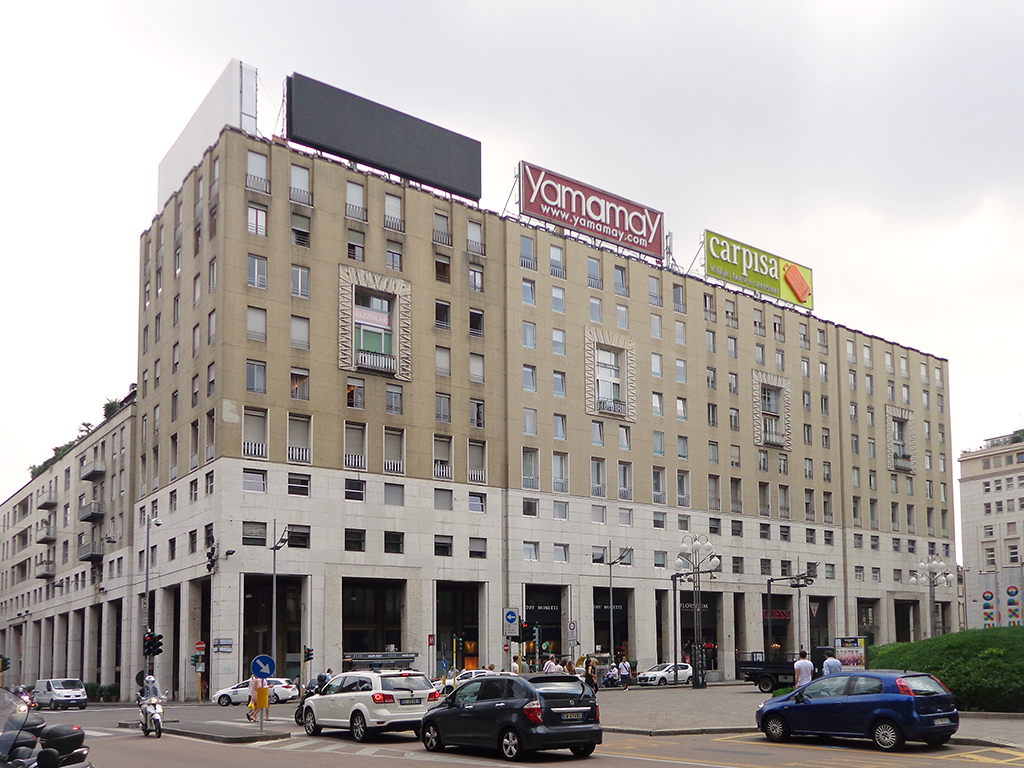
Palazzo Donini